# Fausto Cereti
Fausto Cereti (Genova, 26 agosto 1931 – Roma, 22 marzo 2025) è stato un dirigente d'azienda italiano.

## Biografia
Laureato in ingegneria aeronautica, iniziò la sua attività professionale nel 1954 a Fiat Avio. Nel 1969 passò ad Aeritalia dove ricoprì il ruolo prima di direttore generale, poi di amministratore delegato. Nel 1990 seguì la fusione tra Aeritalia e Selenia e divenne presidente della nuova società Alenia.
Nel marzo del 1996 diventò presidente della compagnia aerea Alitalia; incarico che mantenne fino al 2003, quando venne avvicendato da Giuseppe Bonomi che ricoprirà il ruolo da amministratore delegato. Lasciò con qualche polemica l'incarico e nello stesso anno divenne presidente di Assaereo, l'associazione di categoria (affiliata a Confindustria) che riunisce le compagnie aeree presenti in Italia.
Cereti è morto nel 2025, ultranovantenne.

## Vita privata
Dal suo matrimonio nacquero tre figli.